# Cebus capucinus
El mono carablanca, maicero cariblanco, capuchino, tanque, machín, caurara o carita blanca (Cebus capucinus) es un mono del nuevo mundo de tamaño medio perteneciente a la familia Cebidae.
Es nativo de los bosques de América Central y de la parte más noroeste de Sudamérica y muy valioso por su papel como dispersor de semillas y polen. En los últimos años se ha convertido en una especie muy popular en Norteamérica.
Es un mono de tamaño mediano, que alcanza en peso hasta 3.9 kg (1500 - 4000 g). Son casi completamente negros, pero tienen cara rosada y pelo blanco en gran parte del frente de su cuerpo, por eso se les llama comúnmente "monos cariblancos".
En su hábitat natural es muy versátil, adaptándose a varios tipos de bosques y consumiendo muchos tipos de comida que incluyen frutas, diferentes vegetales, invertebrados y pequeños vertebrados. Viven en grupos que incluyen machos y hembras y que pueden exceder los 20 individuos. Se ha documentado que esta especie es capaz de recurrir a la creación y uso de herramientas como armas o instrumentos para obtener comida.

## Taxonomía y filogenia
Es uno de los tantos monos descritos por Linneus en el siglo XVII, más precisamente en el año 1758. Perteneciente a la familia Cebidae este mono del nuevo mundo, forma parte del género Cebus y a una de sus especies, capucinus, dentro de la cual se han descrito tres subespecies: Cebus capucinus capucinus (Linneo, 1758), Cebus capucinus curtus (Bangs, 1905) y Cebus capucinus nigripectus (Eliot, 1909). Sin embargo, Hernández & Cooper (1975) y Defler (2004) no reconocieron las subespecies debido a la variabilidad encontrada en la especie.

## Anatomía y Fisiología
Son animales de tamaño medio con un peso que oscila entre 1,5 y 4 kg, con una longitud promedio para los adultos entre 33,5 y 45,3 cm (sin incluir la cola), siendo alrededor de un 27 % más grande. Dicha cola es prensil, negra y, algunas veces, ventralmente de color castaño y una longitud que puede llegar hasta los 55,1 cm. Miembros anteriores y posteriores de color negruzco. Cabeza, cuello, garganta y hombros color blanco-amarillento. La cara es rosada, con pelos blancos dispersos. Un área negra en forma de V en la coronilla es característica de este mono. Su pelaje es más corto y oscuro en la espalda que en otras partes del cuerpo.
El cerebro pesa alrededor de 79,2 g, el cual es más grande que varias especies de monos grandes.

## Distribución geográfica y hábitat
El mono cariblanco se encuentra en gran parte de América Central y en una pequeña porción de Sur América. En Centroamérica, se puede ubicar en Honduras, Nicaragua, Costa Rica y Panamá, sin embargo, hay reportes de su presencia en Guatemala y Belice, aunque no confirmados. En Suramérica, se encuentra comúnmente entre el océano Pacífico y los Andes de Colombia, así como al noreste de Ecuador.
En Colombia, se ubican desde la frontera con Panamá y hacia el sur a lo largo de la costa pacífica y la cordillera occidental de los andes colombianos (1800 – 2000 m s. n. m.). En la isla Gorgona, valle del río Cauca, en la región de Urabá (Dep. Antioquia), departamentos de Córdoba, Sucre, norte de Bolívar y hacia el este de Atlántico, hacia la ribera del bajo río Magdalena y río San Jorge.
Su hábitat se compone de varios tipos de bosques, incluyendo bosques maduros y bosques secundarios, entre ellos los bosques de hoja perenne y hoja caduca. También se encuentra en remanentes de bosques y en sitios con grandes concentraciones de palmas, principalmente la palma de vino (Scheelea magdalénica). Aparentemente, altas poblaciones de capuchinos se encuentran en áreas de bosques viejos así como en bosques perennes. También en áreas con mayor disponibilidad de agua durante las épocas secas.

## Comportamiento

### Dieta

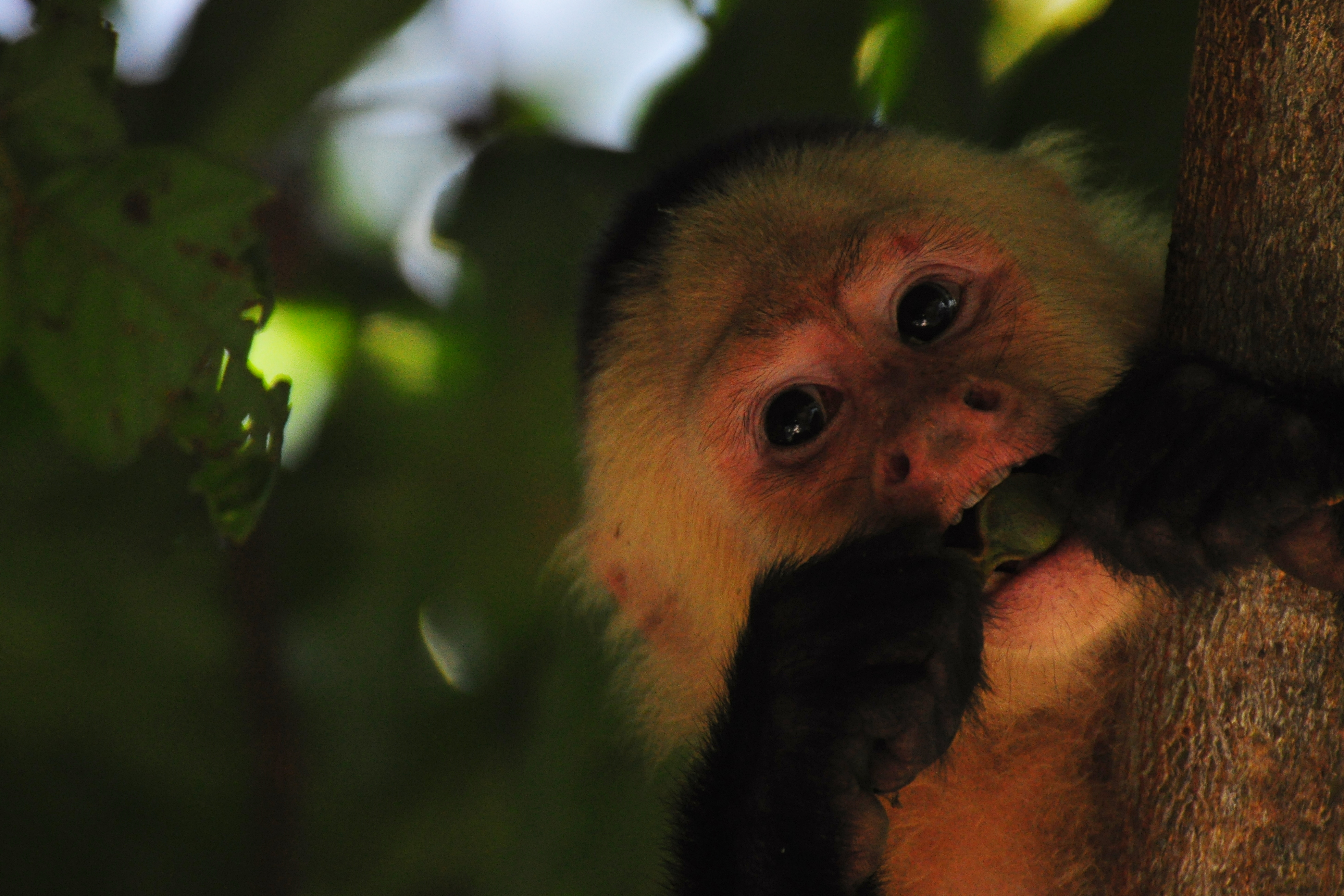
Cebus capucinus comiendo mamones.

El Cebus capucinus es básicamente omnívoro, su principal alimento se compone de frutas e insectos. Se ha reportado que alrededor del 20 % de los alimentos consumidos son de origen animal, 65 % son frutos y un 15 % partes vegetativas. Normalmente este mono busca alimento (hasta un 28 % de su tiempo) en todos los niveles del bosque, así como en el suelo. Los métodos que comúnmente utilizan para obtener comida incluyen pelar la corteza de los árboles, buscar a través de la hojarasca, romper ramas muertas y el uso de piedras como yunques para romper frutos duros. Su cola prensil es una ventaja durante la alimentación, ayudándolos a mantenerse cuando busca alimento por debajo de las ramas.
Las frutas pueden alcanzar entre el 50 y el 67 % o más de la dieta de los capuchinos. Entre las frutas más consumidas se encuentran las de las familias Moraceae, Anacardiaceae, Leguminosae, Rubiaceae, Arecaceae, Annonaceae, Sapindaceae, entre otros. Generalmente solo consume frutas maduras, comprobando su madurez oliéndolas, probándolas y pinchándolas. Típicamente comen la pulpa y el jugo, desechando las semillas y la fibra. Además de las frutas, otras partes de la planta que consumen incluyen flores, hojas jóvenes, semillas y ocasionalmente bromelias (Bromeliaceae) como fuente de agua, tomando el agua que queda atrapada adentro. Su pico de actividad alimentaria diaria va desde las 5am hasta las 9am y de las 3pm a las 5pm, y consumen los frutos y retoños de un promedio de 5-7 plantas por día.
Entre los invertebrados que comúnmente consumen están las garrapatas, arañas, saltamontes, termitas, avispas y escarabajos, así como larvas de estos dos últimos. Se ha reportado el consumo de aves, huevos de aves, sapos, lagartijas, cangrejos, moluscos y pequeños mamíferos. La cantidad de mamíferos que consuman depende del tamaño del grupo. Además, pueden existir diferencias significativas entre grupos vecinos con respecto a la dieta.
Aunque beben agua de los huecos en los árboles, también bajan al suelo a beber de pequeños caños y manantiales. Durante las épocas secas, existe una elevada tasa de competencia por este recurso.

### Organización social

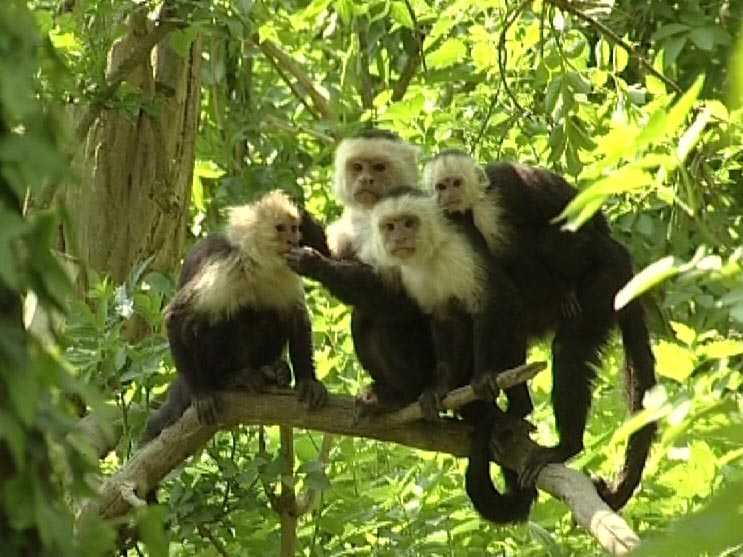
Cebus capucinus social

El tamaño del grupo promedio es de 16 animales, con rangos entre 4 y 39 ejemplares, lo cual al parecer depende de la calidad del hábitat donde se encuentran ubicados. El C.capucinus es un animal arbóreo y diurno, sin embargo, estos bajan al piso más a menudo que la mayoría de monos del Nuevo Mundo. Estos animales usan una gran variedad de posturas y desplazamiento, tales como caminar y correr en cuatro patas, galopar, trepar y brincar y en algunos casos recorrer cortas distancias soportados sobre sus dos miembros posteriores.
Con raras excepciones las hembras pasan toda la vida con sus parientes femeninos. Los machos migran a nuevos grupos sociales múltiples veces a lo largo de su vida, migrando por primera vez entre los 20 meses y los 11 años de edad. Estos machos algunas veces migran solos, aunque a menudo migran con otros machos que por lo general son familiares. Una característica importante de los grupos de cariblancos, es la alta consanguinidad que resulta de la presencia de machos alfa, que por lo general engendran la mayoría de crías. Estos machos alfa por lo general mantienen su posición de dominancia por 17 años en promedio, lo que permite que estos engendren crías de sus hijas y nietas, que normalmente son fértiles a los 6 o 7 años. 
El parentesco es un factor importante en la organización estructural social entre hembras. Sobre todo en grupos grandes, las hembras se asocian preferiblemente con el acicalamiento y proporcionan soporte a las hembras con las que tienen parentesco por la línea materna, comportamiento que no exhiben con las hembras de la línea paterna, lo cual puede significar que las hembras de C. capucinus son capaces de reconocer el parentesco solo de la línea materna. El rango de dominancia también es un factor importante en la organización del grupo. Con un mayor grado de asociación y acicalamiento entre hembras con más cercanía en cuanto a su posición jerárquica. Las díadas de acicalamiento hembra-hembra son más frecuentes que hembra-macho y macho-macho. El parecer los capuchinos tiene un excelente concepto de la estructura en alianza, por ejemplo, cuando están peleando, ellos reciben ayuda de otros con mayor rango y además con los cuales tienen un mayor grado de amistad.
Los machos son típicamente dominantes sobre las hembras. El macho alfa es a menudo fácil de reconocer, aunque algunas veces hay rangos ambiguos con machos subordinados. Las relaciones macho-macho son tensas, sin embargo las asociaciones se dan durante el descanso, juegos o acicalamiento. Por otro lado, se pueden formar coaliciones para enfrentar a potenciales predadores así como también para proteger al grupo de otros machos. Ocasionalmente las agresiones pueden llegar a la muerte, especialmente cuando se encuentran roñando el bosque sin compañía de monos aliados. Debido a que las agresiones por parte de los machos lideran la causa de muerte (aparte de la caza furtiva por parte de los humanos, donde hay contacto mono-humano), las alianzas entre machos son de gran importancia en la defensa durante las migraciones y también mientras se toma el control de un grupo.
A menudo los machos migrantes asesinan infantes de los grupos de los cuales toman el poder. Por lo general las hembras van en defensa de sus infantes para evitar el infanticidio, pero rara vez tienen éxito. Este comportamiento está relacionado con la inhibición por parte de los infantes de la ovulación de las hembras mientras están lactando. De esta manera, los machos inducen la entrada al estro en las hembras, matando sus infantes y por lo tanto terminando la lactancia. Esto tiene como efecto el incremento de oportunidades de reproducción. Luego de un tiempo, las hembras se vuelven un apoyo para el macho alfa incluso mayor que con el anterior. Así, el nuevo macho defiende a las hembras de los subordinados como también a los infantes de los intentos de infanticidio por parte de los machos de otros grupos.
Oppenheimer (1968) calculó un presupuesto de actividades para los cariblancos así: 47% desplazamiento, 28% forrajeo, 14% descanso, 8% acicalamiento grupal y 3% juego.

### Interacción entre grupos
Su área de desplazamiento está entre 32 y 86 ha, mientras que las distancias diarias recorridas oscilan entre 1 y 3 km. Duermen principalmente en árboles altos y sitios con gran densidad de forraje.
Aunque se han descrito como territoriales, recientes investigaciones indican que los grupos de cariblancos tienden a comportarse agresivamente frente a otros grupos sin tener en cuenta donde se encuentren y que esta agresión no está necesariamente relacionada con la toma del control de otro grupo. Los rangos de vivienda de diferentes grupos se sobrelapan extensivamente, de tal forma que los grupos no son territoriales en el estricto sentido de la palabra. Tal vez por la intensa competencia entre machos y los intentos de infanticidio, las interacciones de los grupos son típicamente hostiles. Comúnmente los machos son los que se ven involucrados en los encuentros entre grupos, además de que aparentemente los machos defienden el acceso a las hembras de sus grupos. Así, los machos alfa que tienen mayor rango en la escala reproductiva, participan más que los machos subordinados. Normalmente los grupos con mayor cantidad de machos tienen mayor ventaja durante los encuentros con otros grupos, sin embargo depende también del sitio del encuentro, ya que grupos con pocos individuos pueden derrotar a un grupo más grande si el encuentro se da en el rango del hogar del grupo más pequeño.
En el parque nacional Manuel Antonio, en Costa Rica, se han observado tropas asociadas de C.capucinus y Saimiri oerstedii que viajan juntas, se alimentan juntas y se transmiten alarmas de unas a otras en presencia de algún depredador.

### Reproducción

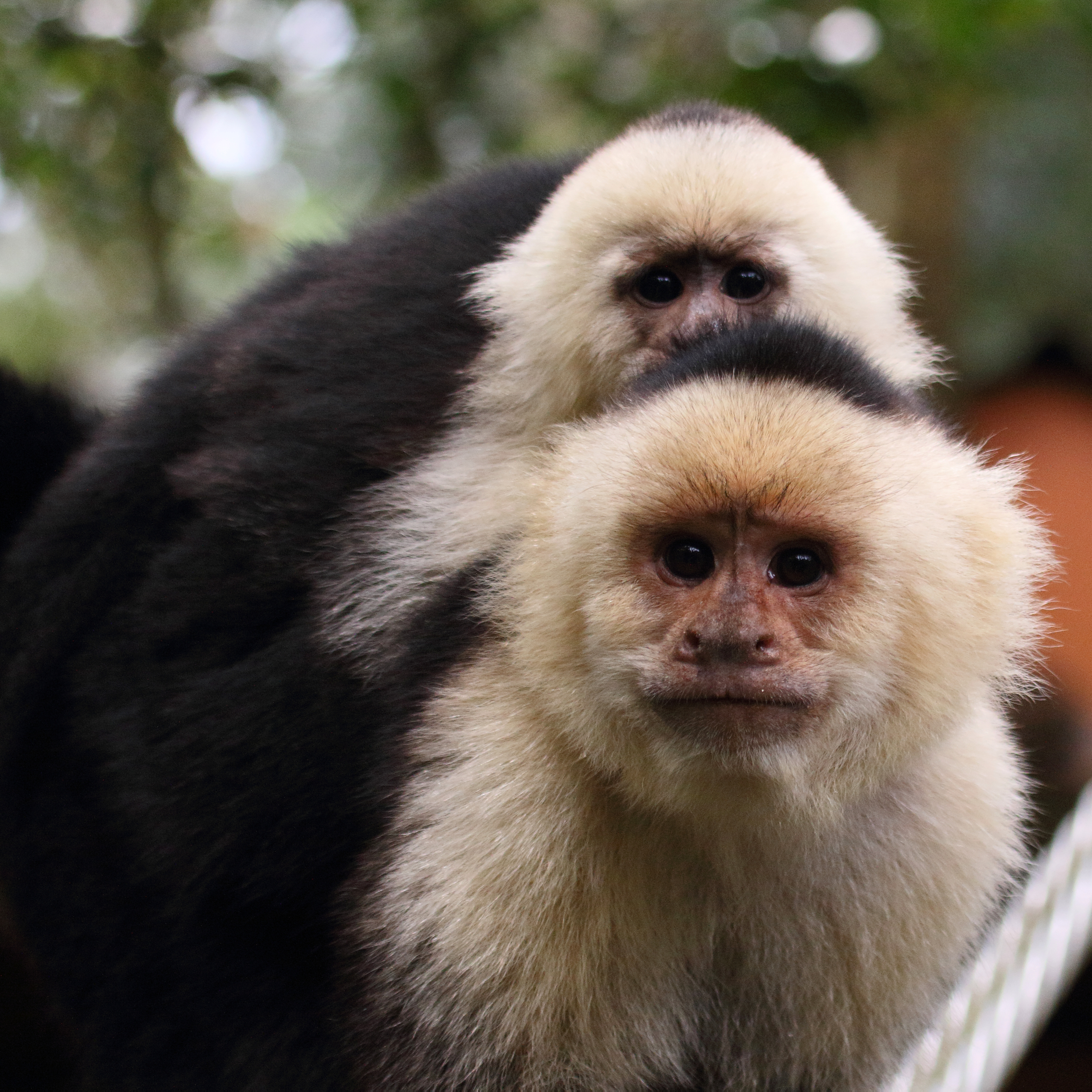
Cebus capucinus con su cría. Parque nacional Manuel Antonio, Costa Rica.

El C. capucinus usa un sistema de apareamiento polígamo, lo que significa que un macho puede aparearse con múltiples hembras. Aunque el macho alfa no monopoliza la reproducción totalmente, hay estudios que muestran como el macho domínate engendra la mayoría de crías del grupo. Algunas veces la hembra puede copular con varios machos, sin embargo, el macho dominante tiende a copular más comúnmente cuando la hembra esta en el pico de fertilidad. 
Al parecer se reproduce estacionalmente en Centroamérica, concentrándose los nacimientos en la época seca, de diciembre a abril. El apareamiento se da luego de persecuciones mutuas entre el macho y al hembra, además de la emisión de gran cantidad de chillidos. La copula toma alrededor de 2 minutos, la gestación dura entre 5 y 6 meses. Normalmente solo es una cría, pero puede haber gemelos ocasionalmente. 
Desde que nace, la cría es cargada al través en la espalda de la madre hasta las 6 semanas. Posteriormente se acomoda a lo largo de la madre y comienza a desplazarse independientemente por breves instantes hacia el tercer mes. El destete ocurre entre los 6 y 12 meses de edad. Mientras la madre descansa, la cría comúnmente gasta su tiempo buscando alimento y jugando, de manera solitaria o con otros juveniles. Los cariblancos participan en altos grados de cuidado alloparental, en el cual otros monos además de la madre cooperan en el cuidado de los infantes. Tanto los machos como las hembras participan de este comportamiento, que se da más comúnmente entre los 4 y 6 meses de la cría.
Como otras especies de capuchinos, C.capucinus madura lentamente. Así, la madurez sexual se alcanza a los 3 años aproximadamente, con un promedio de 7 años para la primera concepción y con un intervalo entre partos de alrededor de 26 meses. Por otro lado, los machos alcanzan su madurez sexual completa hacia los 10 años de vida. Dado su tamaño, tienen un largo periodo de vida. El registro de mayor tiempo de vida se dio en cautiverio con 54 años de edad.

## Predadores y parásitos
Los predadores más comunes son las serpientes, especialmente la boa de árbol (Corallus) y punta de lanza (Bothrops), caimanes (Caiman) y felinos como jaguares (Panthera onca) y ocelotes (Leopardus pardalis). También, aves rapaces grandes como el águila harpía (Harpia harpyja), que es su principal depredador. Los cariblancos usan alarmas cuando visualizan un depredador. Viven en grupos sociales unidos y eso les permite permanecer vigilantes. Cuando un grupo se ve amenazado puede huir o enfrentar al depredador.
Es posible que sean vulnerables a varios tipos de parásitos, entre los que se encuentran nematodos y trematodos gastrointestinales, así como filarias y microfilarias, protozoos y también algunos ectoparásitos como garrapatas, pulgas, piojos y ácaros. 
Entre los parásitos internos que pueden infectarlos están Microfilaria panamensis, Tetrapetalonema panamensis, Dipetalonema obtusa, Strongyloides sp, Trypanosoma cruzi entre otros.

## Conservación e interacción con humanos
El C. capucinus está en la categoría de “preocupación menor” (Least Concern LC) por la UICN y clasificado dentro el Apéndice 2 por CITES. Son víctimas del comercio ilegal de fauna silvestre, además de las altas tasas de deforestación que destruyen sus hábitats naturales. 
Pueden adaptarse a diferentes ambientes forestales, mejor que cualquier otra especie, por su habilidad para vivir en una amplia gama de bosques y explotar una gran variedad de recursos alimenticios.
Los capuchinos cumplen un papel importante realizando funciones de dispersión de semillas y polen. Además, se alimentan de insectos que plagan algunos árboles. También aceleran el proceso de germinación de algunas semillas, cuando pasan a través de su tracto gastrointestinal.
En varios países se considera que esta especie no está en peligro, sin embargo no hay información actualizada sobre el número de individuos y por eso deben considerarse otros factores, para poder así evaluar su estado de conservación. Es necesario también estudiar los contactos entre C. capucinus y C. albifrons para aclarar los reportes acerca de la hibridación entre estas dos especies.
En Colombia, esta especie no está considerada en peligro por el Ministerio del Medio Ambiente, sin embargo no existe información reciente sobre sus poblaciones y debe considerarse por lo tanto los taxa subespecíficos para poder así evaluar su estado de conservación a dicho nivel.
Esta especie puede ser observada en el parque nacional natural de Los Katíos, Chocó; cerca de Colosó, Sucre; aunque probablemente la población más fácil de observar se encuentra en el parque nacional natural Gorgona, debido a su prolongada exposición a observadores humanos.

## En la cultura popular
A partir del año 2011, el Mono Cara Blanca aparece retratado en el reverso de los billetes de ₡5000 de Costa Rica